# Megastylus cruentator
Megastylus cruentator är en stekelart som beskrevs av Schiodte 1838. Megastylus cruentator ingår i släktet Megastylus och familjen brokparasitsteklar. Arten är reproducerande i Sverige. Inga underarter finns listade i Catalogue of Life.